# Väderstads IK
Väderstads IK är en idrottsklubb i Väderstad i Sverige. Klubben bildades 1938.
Damfotbollslaget spelade i Sveriges högsta division 1980 och 1981.
Herrarna spelade från 1978 till 1984 i division 3.
År 2025 spelar herrlagets A-lag i division 6 och B-laget i division 7.

### Fotnoter
1. ↑  ”Historik, läst 14 oktober 2013”. Arkiverad från originalet den 8 februari 2015. https://web.archive.org/web/20150208150055/http://www6.idrottonline.se/VaderstadsIK-Fotboll/Foreningen/Historik/. Läst 14 oktober 2013.
2. ↑  Jimmy Lindahl (8 april 2004). ”Maratontabell för högsta damserien 1978-2003”. Bolletinen. http://www.bolletinen.se/sfs/pdf/stat_d_maraton_1978_2003_maratontab_f_hogsta_damserien.pdf. Läst 14 oktober 2013.
3. ↑  ”Om”. Väderstad IK. https://www.vaderstadik.net/historik. Läst 9 juni 2023.
4. ↑  ”Östergötlands Fotbollsförbund”. 1 mars 2025. https://ostergotland.svenskfotboll.se/rs/lagsida/vaderstads-ik/43148/. Läst 27 mars 2025.